# Egle protuberans
Egle protuberans är en tvåvingeart som beskrevs av Griffiths 2003. Egle protuberans ingår i släktet Egle och familjen blomsterflugor. Inga underarter finns listade i Catalogue of Life.